# Ара Сели
Арасе́ли «А́ра Се́ли» Ва́льдес (англ. Araceli «Ara Celi» Valdez; 31 мая 1974, Эль-Пасо, Техас, США) — американская актриса.

## Биография
Арасели Вальдес, ставшая одной из шести детей в семье американско-мексиканского происхождения, родилась 31 мая 1974 года в Эль-Пасо (штат Техас, США). В 1992 году Ара окончила «J. M. Hanks High School», а позже «University of Texas». В 1992 году Сели три месяца прожила в Мехико, затем переехала в Лос-Анджелес, а с 2006 года она проживает в пригороде Сан-Антонио.

## Карьера
Ара дебютировала в кино в 1993 году, сыграв роль Терезы Алварес в эпизоде «Slater's War» телесериала «Спасённые звонком: студенческие годы». В 1997 году Сели сыграла роль женщины просматривающий дом для покупки № 1 в фильме «Красота по-американски». Всего она сыграла в 16-ти фильмах и телесериалах.

## Личная жизнь
С 2000 года Ара замужем за финансовым советником Робертом Годайнсом. У супругов есть двое детей — сын и дочь.

## Фильмография
| Год  |   | Русское название                 | Оригинальное название                         | Роль                                   |
| ---- | - | -------------------------------- | --------------------------------------------- | -------------------------------------- |
| 1997 | ф | В поисках Лолы                   | Looking for Lola                              | Лола                                   |
| 1997 | с | Баффи — истребительница вампиров | Buffy the Vampire Slayer                      | Ампата Гутьеррес / девушка-мумия инков |
| 1999 | ф | Красота по-американски           | American Beauty                               | Салли                                  |
| 2000 | ф | От Заката до Рассвета 3          | From Dusk Till Dawn 3: The Hangman's Daughter | Эсмеральда / Сантанико Пандемониум     |
| 2003 | ф | Брюс Всемогущий                  | Bruce Almighty                                |                                        |
| 2010 | ф | Мачете                           | Machete                                       | Репортёр                               |